# 豫章十景
豫章十景为古代南昌十大著名景致。南昌古为豫章郡郡治，历代诗词文人多有赞誉，故此十景不光风景秀丽，更以风雅闻名：
滕阁秋风：滕王阁，江南三大名楼之首，建于赣水之畔。唐人韩愈谓之曰：“江南多临观之美，而滕王阁独为第一。”唐代才子王勃作《滕王阁序》，而传下千古美文。
西山积翠：西山与南昌主城隔江而望，位于城西三十公里外。
南浦飞云：ㄏ，旧址南昌老城门广润门之西南，为往来船舶停靠码头。
章江晓渡：章江，明清时期称今赣江。古南昌章江门外隔江为沙井，是古时候江城南昌重要的渡口之一。
龙沙夕照：位于古南昌城德胜门外，今北坛沿赣江处。
东湖夜月：有“江南一大佳风水池”之称的东湖位于南昌市区中心。
苏圃春蔬：位于市内东湖畔，传南宋诗人苏云卿隐居于此，志趣园野、不问功名，后人敬重其淡泊名利，故名东湖此畔为“苏圃”或“蘇翁圃”。
徐亭煙樹：市内西湖畔有孺子亭，因东汉经学家徐孺子得名，故又名“徐亭”。四周堤岸满植柳树，每逢春初，烟雨柳丝，称之一景。
洪崖丹井：位于距南昌市三十公里的西山东麓伏虎山间，相传中国音乐鼻祖之称的黄帝乐臣伶伦在此修道，称洪崖先生，故得名“洪崖”。
铁柱仙踪：位于市内翠花街之侧。晋水利家、道人许逊治水之后留有铁柱以镇蛟龍，后许逊被当地人崇为保护神，建有玉隆万寿宫。